# Vinterbrokmal
Vinterbrokmal, Mompha epilobiella, är en fjärilsart som först beskrevs av Michael Denis och Ignaz Schiffermüller 1775. Enligt Catalogue of Life är det vetenskapliga namnet istället Mompha fulvescens beskriven med det namnet av Adrian Hardy Haworth 1828. Vinterbrokmal ingår i släktet Mompha, och familjen brokmalar, Momphidae.  Arten är reproducerande i Sverige. Inga underarter finns listade i Catalogue of Life.

## Bildgalleri

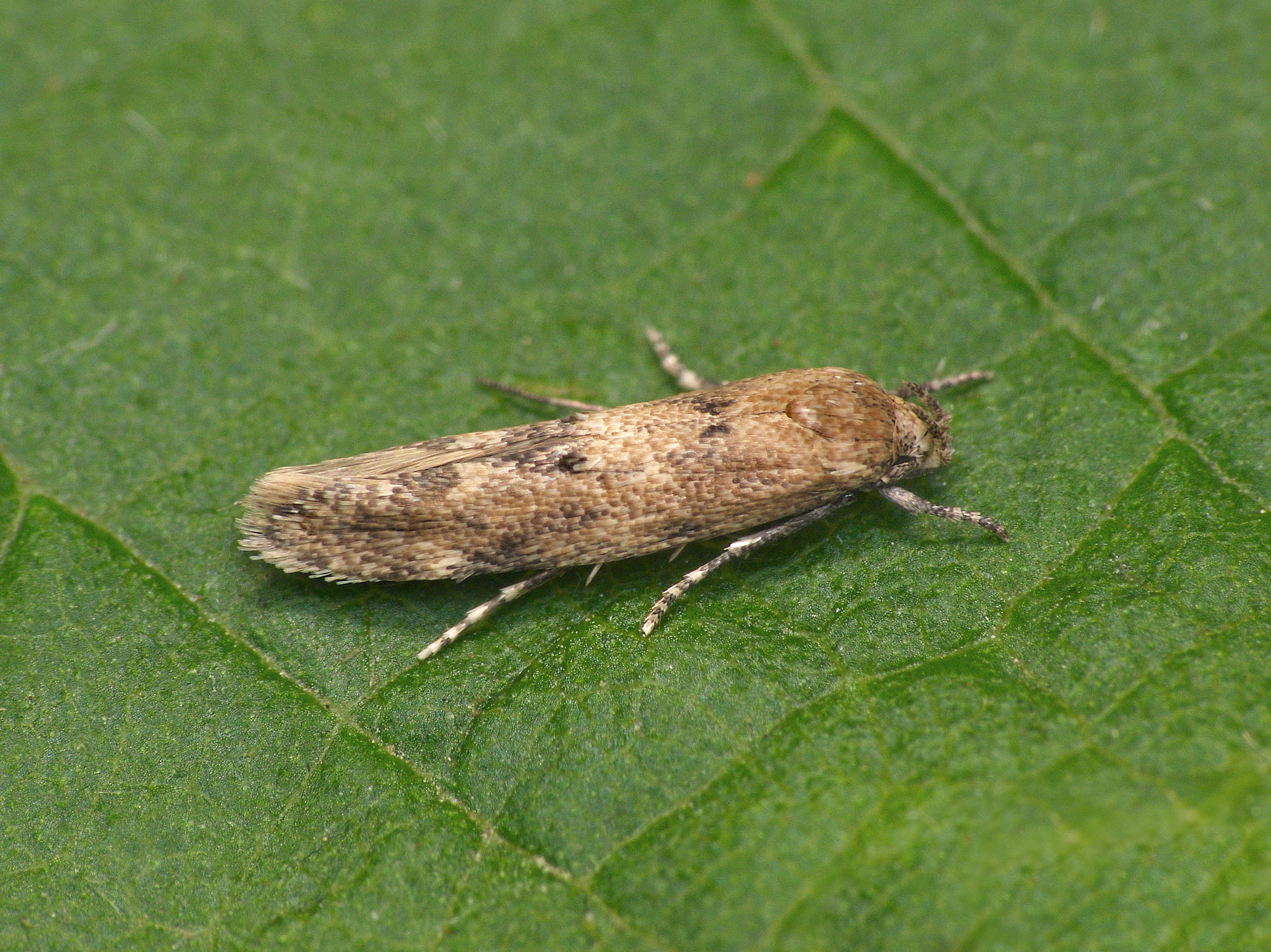
Imago fjäril
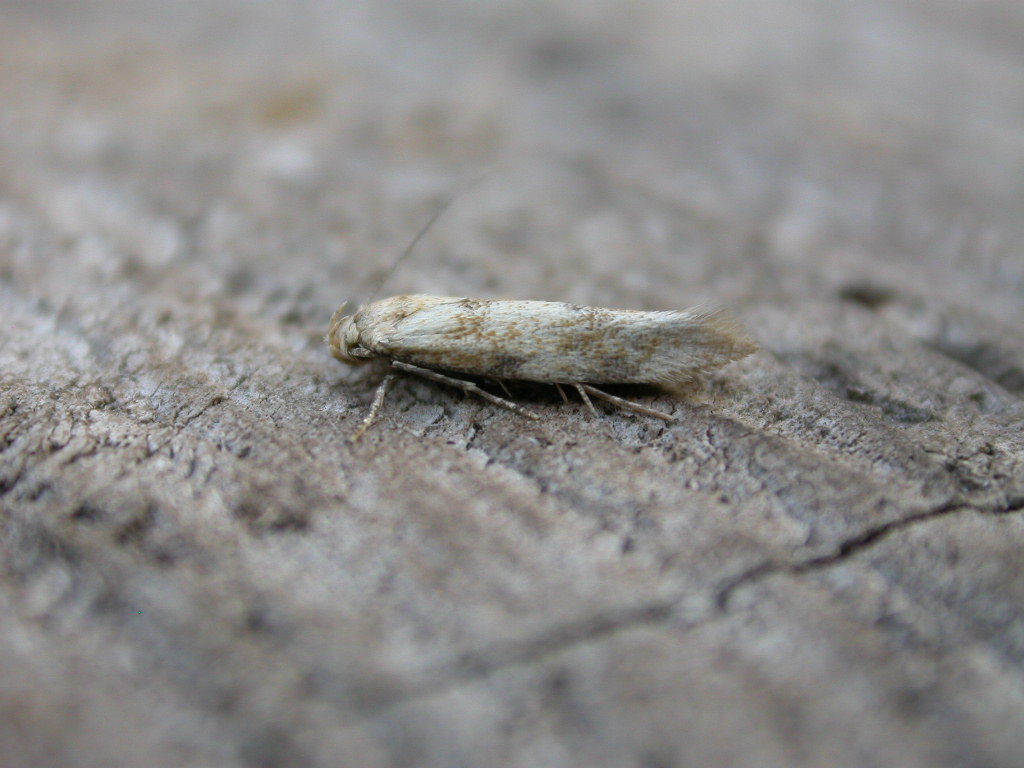
Imago fjäril
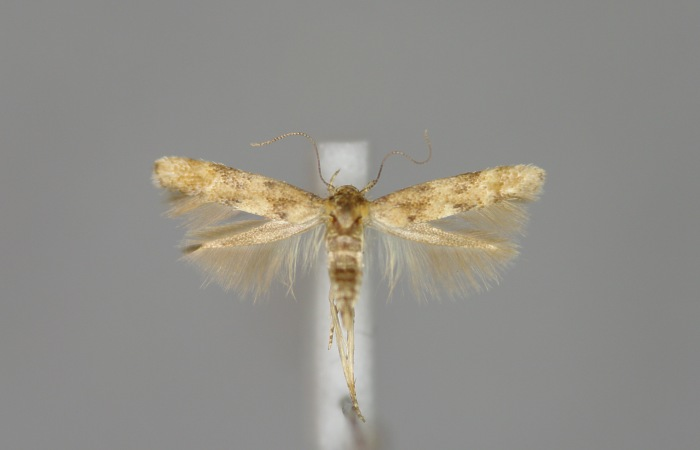
Insamlad och preparerad fjäril
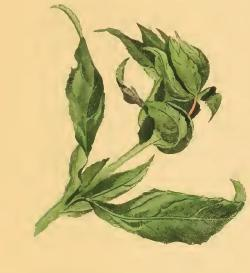
Rosendunört angripen av vinterbrokmal
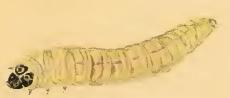
larv
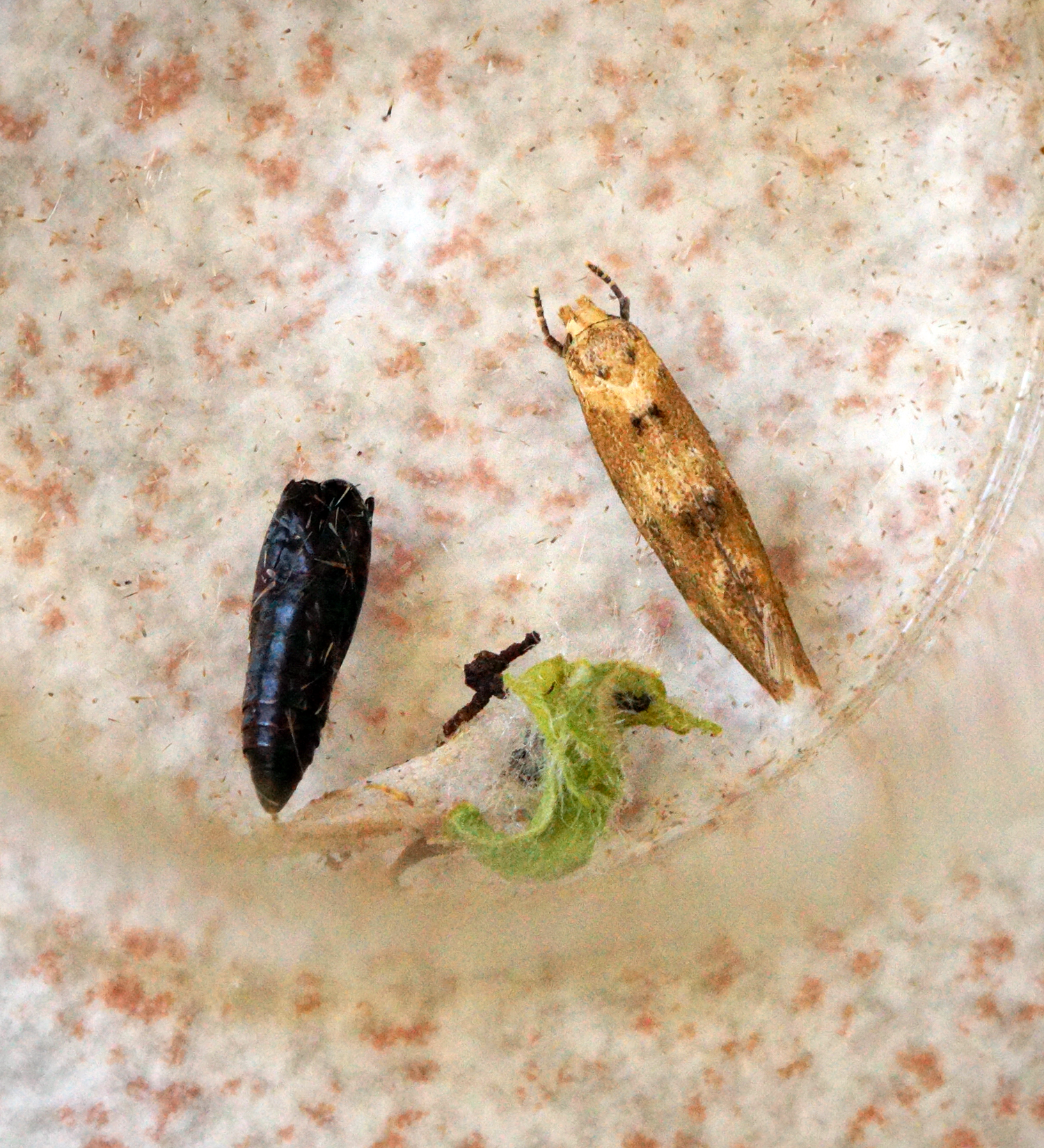
Nykläckt fjäril med puppskal och kokong